# D5高速公路 (捷克)
D5高速公路（捷克語：Dálnice D5）是捷克的一條高速公路，全長150公里。東起首都布拉格，經波希米亞西部，與德國的6號高速公路連接。歷史上是紐倫堡至布拉格的查理之路的一部份。
工程1975年開始，1985起開始通車。2006年繞過皮爾森的隧道落成後正式完工。公路也是欧洲E50公路的一部份。